# Puchar Azji Zachodniej w piłce nożnej
Puchar Azji Zachodniej – turniej piłkarski krajów Azji Zachodniej i terytoriów. Drużyny biorące udział w turnieju to Arabia Saudyjska, Bahrajn, Iran, Irak, Jemen, Jordania, Katar, Kuwejt, Liban, Oman, Palestyna, Syria i Zjednoczone Emiraty Arabskie. Turniej zazwyczaj ma miejsce co 2 lata.

## Zwycięzcy
| Rok            | Gospodarz             |           | Finał        | Finał      | Finał      |              | Mecz o 3. miejsce | Mecz o 3. miejsce | Mecz o 3. miejsce |
| Rok            | Gospodarz             | Zwycięzca | Wynik        | 2. miejsce | 3. miejsce | Wynik        | 4. miejsce        |                   |                   |
| 2000 Szczegóły | Amman, Jordania       | Iran      | 1:0          | Syria      | Irak       | 4:1          | Jordania          |                   |                   |
| 2002 Szczegóły | Damaszek, Syria       | Irak      | 3:2 po dogr. | Jordania   | Iran       | 2:2 (k. 4:2) | Syria             |                   |                   |
| 2004 Szczegóły | Teheran, Iran         | Iran      | 4:1          | Syria      | Jordania   | 3:1          | Irak              |                   |                   |
| 2007 Szczegóły | Amman, Jordania       | Iran      | 2:1          | Irak       | Jordania   | –(1)         | Syria             |                   |                   |
| 2008 Szczegóły | Teheran, Iran         | Iran      | 2:1          | Jordania   | Syria      | –(1)         | Katar             |                   |                   |
| 2010 Szczegóły | Amman, Jordania       | Kuwejt    | 2:1          | Iran       | Jemen      | –(1)         | Irak              |                   |                   |
| 2012 Szczegóły | Kuwejt, Kuwejt        | Syria     | 1:0          | Irak       | Oman       | 1:0          | Bahrajn           |                   |                   |
| 2014 Szczegóły | Doha, Katar           | Katar     | 2:0          | Jordania   | Bahrajn    | 0:0 (k. 3:2) | Kuwejt            |                   |                   |
| 2019 Szczegóły | Irbil / Karbala, Irak | Bahrajn   | 1:0          | Irak       | –(2)       | –(2)         | –(2)              |                   |                   |

## Liczba zwycięstw poszczególnych reprezentacji
| Zwycięstwa | Drużyna | Rok                    |
| ---------- | ------- | ---------------------- |
| 4 razy     | Iran    | 2000, 2004, 2007, 2008 |
| 1 raz      | Irak    | 2002                   |
| 1 raz      | Kuwejt  | 2010                   |
| 1 raz      | Syria   | 2012                   |
| 1 raz      | Katar   | 2014                   |
| 1 raz      | Bahrajn | 2019                   |